# 괴산 취묵당
괴산 취묵당(槐山 醉墨堂)은 충청북도 괴산군 괴산읍에 있는 조선시대의 누정이다. 2007년 9월 7일 충청북도의 문화재자료 제61호로 지정되었다

## 개요
취묵당은 1662년(현종3년)에 백곡 김득신(栢谷 金得臣)이 만년에 세운 독서재(讀書齋)이다. 팔작지붕에 목조 기와집으로 내면은 통간 마루를 깔고 난간을 둘렀다. 비교적 보존상태가 양호하며 괴강의 아름다운 자연경관과 더불어 정자건축의 전형을 보여주고 있다.
김득신의 자는 자공(子公), 호는 백곡(栢谷)·구석산인(龜石山人), 진주목사 김시민(金時敏)의 손자이다. 영감과 직관을 통해 자연의 생명을 조화롭게 읊은 시가 으뜸이라고 칭해진다. 5언ㆍ7언 절구를 잘 지었으며 시어와 시구를 다듬는 것을 중요시했다.
김득신이 이곳에서 「史記(사기)」「伯夷傳(백이전)」을 1억 1만 3천번을 읽었다고 하여 일명 억만재(億萬齋)로도 불린다.

## 같이 보기
- 김득신

## 참고 자료
- 괴산 취묵당 - 국가유산청 국가유산포털